# كاروجيت
كاروجيت هي كومونا تقع في مدينة ميلانو الحضرية في منطقة لومباردي الإيطالية ، وتقع على بعد حوالي 15 كيلومتر (9 ميل) شمال شرق ميلانو . تقع كاروجيت على حدود البلديات التالية: أغرات بريانزا٫و كابوناغو٫و بروجيريو٫و بيسانو مع بورناغو بوسيرو٫ و سيرنوسكو سول نافيجليوم.

## روابط خارجية
- الموقع الرسمي